# ヘモジデリン
ヘモジデリン（英: hemosiderin）は、ヘモグロビン由来の黄褐色あるいは褐色の顆粒状あるいは結晶様の色素であり鉄を含む。赤血球やヘモグロビンが網内系やその他の細胞により貪食され分解される過程で生じ、正常な状態でも脾臓や骨髄において認められる。ベルリンブルー染色により青色に染まる。全身性ヘモジデローシスでは全身の種々の臓器、組織にヘモジデリンが沈着する。
鉄は肝臓、特に肝細胞内では二次リソゾームにフェリチンまたはその重合体として蓄積されている。貯蔵鉄が増えると、この二次リソゾームはヘモジデリンと呼ばれるようになる。